# Miridiba coromandeliana
Miridiba coromandeliana är en skalbaggsart som beskrevs av Blanchard 1851. Miridiba coromandeliana ingår i släktet Miridiba och familjen Melolonthidae. Inga underarter finns listade i Catalogue of Life.